# Paul Hartmann (Schauspieler, 1998)
Paul Hartmann (* 12. Mai 1998 in Eschwege) ist ein deutscher Schauspieler.

## Leben
Paul Hartmann wirkte bei einigen Theaterproduktionen mit. Im Fernsehen gab er sein Debüt in der Serie Schloss Einstein auf KiKA. Als Kindervolksmusikstar Johannes „Jonny“ Enns gehörte er von der 15. bis zur 18. Staffel als Hauptdarsteller zur dreizehnten Schülergeneration innerhalb der Serie. Für die Serie zog er nach Erfurt, wo er in einer Gastfamilie wohnte und ein Gymnasium besuchte. Für das neue Schuljahr zog Hartmann 2015 zurück nach Eschwege und stieg in der Serie aus.
Hartmann war 2020 in der SWR-Produktion 66Tage, Endlich nachhaltiger! Weg mit dem Plastikmüll Teil 3 als Teil einer Wohngemeinschaft in Ludwigsburg zu sehen.

## Filmografie
- 2012–2015: Schloss Einstein (als Jonny Enns)
- 2012: KI.KA Live – Schloss Einstein Backstage
- 2012: In aller Freundschaft – Vertrauen (als Paul Kress)
- 2014: Lets Talk
- 2015: In Gefahr – Ein verhängnisvoller Moment
- 2017: In aller Freundschaft – Berg- und Talfahrt (als Jan Michalski)
- 2018: Die Spezialisten – Im Namen der Opfer – Am Ende (Staffel 4, Folge 12)
- 2018: Familie Dr. Kleist – Ein rabenschwarzer Tag (Verunglückter beim Busunfall)